# Chorągiew Ziemi Lubuskiej ZHP
Chorągiew Ziemi Lubuskiej – jednostka terenowa Związku Harcerstwa Polskiego, obejmująca województwo lubuskie, bez powiatu wschowskiego.

## Hufce
W skład chorągwi wchodzi 7 hufców
1. Hufiec Babimojsko-Sulechowski
2. Hufiec Gorzów Wielkopolski
3. Hufiec Międzyrzecz
4. Hufiec Nowa Sól
5. Hufiec Słubice
6. Hufiec Zielona Góra
7. Hufiec Żary

## Historia
Na obszarze chorągwi najdłuższe tradycje działalności ma harcerstwo w Wolsztynie, gdzie w 1919 powstała Drużyna Harcerska im. Romualda Traugutta. W 1924 w Międzychodzie powstała Drużyna im. Tadeusza Kościuszki, a w 1932 hufce męski i żeński. Podczas II wojny światowej funkcjonowały środowiska Szarych Szeregów w Międzychodzie i Sierakowie.
Po zakończeniu II wojny światowej pierwsze jednostki harcerskie zawiązano w lipcu 1945 w Gorzowie (męska drużyna im. Bolesława Chrobrego) i Sulechowie.
W okresie PRL wiele działań Chorągwi Ziemi Lubuskiej prowadzono przy współpracy z Wojskami Ochrony Pogranicza, m.in. zdobywano miana drużyn Harcerskiej Straży Granicznej, organizowano rajdy „Szlakiem Strażnic WOP”, turnieje wiedzy o WOP i zloty drużyn HSG. Podczas Zlotu Harcerskich Drużyn Nadgranicznych w Słubicach 9 czerwca 1968 nadano chorągwi imię Wojsk Ochrony Pogranicza, a w 1975 (rok 30-lecia powstania WOP) odbył się tu Centralny Zlot Drużyn HSG. Ponadto realizowano akcje „Głogów-66”, „Północ-Zachód” (1970), „Azymut-Słubice” (1974–1976).
Chorągiew organizowała też przez wiele lat Festiwal Piosenki Harcerskiej w Żaganiu, Przegląd Teatrzyków Kukiełkowych i Giełdy Klubów Specjalnościowych. Funkcjonowała chorągwiana szkoła małej kadry w Trzebiechowie, bazy obozowe w Łukęcinie i Uściu oraz żeglarskie nad jeziorami.
W 1975, w związku z reformą podziału administracyjnego kraju, na obszarze dotychczasowej Chorągwi Ziemi Lubuskiej utworzono chorągwie Gorzowską i Zielonogórską:
- Chorągiew Gorzowska ZHP powstała z części jednostek dotychczasowych chorągwi Ziemi Lubuskiej, Zachodniopomorskiej i Wielkopolskiej. Podczas zlotu w 1983 otrzymała imię Aleksandra Kamińskiego. W 1984 liczyła 25,9 tys. członków w 28 hufcach.
- Chorągiew Zielonogórska ZHP im. Wojsk Ochrony Pogranicza liczyła w 1984 27,3 tys. członków i składała się z 22 hufców.

W latach 90. ponownie połączono je w Chorągiew Ziemi Lubuskiej.

## Chorągiew Ziemi Lubuskiej obecnie
do uzupełnienia

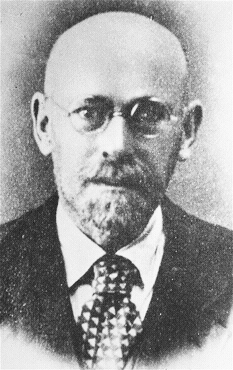
Janusz Korczak

Zarządem chorągwi jest 5-osobowa komenda. W chorągwi działają: chorągwiany zespół kadry kształcącej, chorągwiana komisja stopni instruktorskich, chorągwiana kapituła odznak i odznaczeń oraz chorągwiana komisja historyczna. W Zielonej Górze, przy Komendzie Chorągwi, funkcjonuje Harcmistrzowski Krąg Instruktorski „Czerwona Szpilka”.
Co roku organizowany jest m.in. Harcerski Rajd „DRIADA” w Drezdenku, Harcerski Rajd "Czerwona Jedynka" w Sulęcinie, Rajd Szlakiem Ewakuacji Oflagu IIC Woldenberg w Dobiegniewie i Festiwal Piosenki "Siorba" w Międzyrzeczu.
Wieloletnie są związki chorągwi z postacią Janusza Korczaka. Lubuscy harcerze organizowali Ogólnopolski Zlot Drużyn Harcerskich i Przedstawicieli Domów Dziecka im. Janusza Korczaka, podczas którego podpisano akt erekcyjny pod budowę pomnika Korczaka w Zielonej Górze. W 2012, w ramach obchodzonego wówczas Roku Korczaka, odbyła się konferencja „Korczak w dwugłosie pokoleń”, zorganizowano Biwak z Korczakiem z warsztatami metodycznymi, dwa turnusy obozów korczakowskich, międzynarodowe warsztaty dla harcerzy i uczniów szkół, artystyczną kuźnicę harcerską, Zawody o Złote Berło Króla Maciusia, okolicznościową wystawę oraz festiwal amatorskich filmów inspirowanych cytatami z Korczaka.
W 2013 chorągiew powołała Fundację Wspierania Wszechstronnego Rozwoju Dzieci i Młodzieży „Chorągwiana”, której celem jest inicjowanie i wspieranie nowatorskich rozwiązań w życiu społecznym, w tym szczególnie w sferze rozwoju człowieka.